# Kanony Euzebiusza

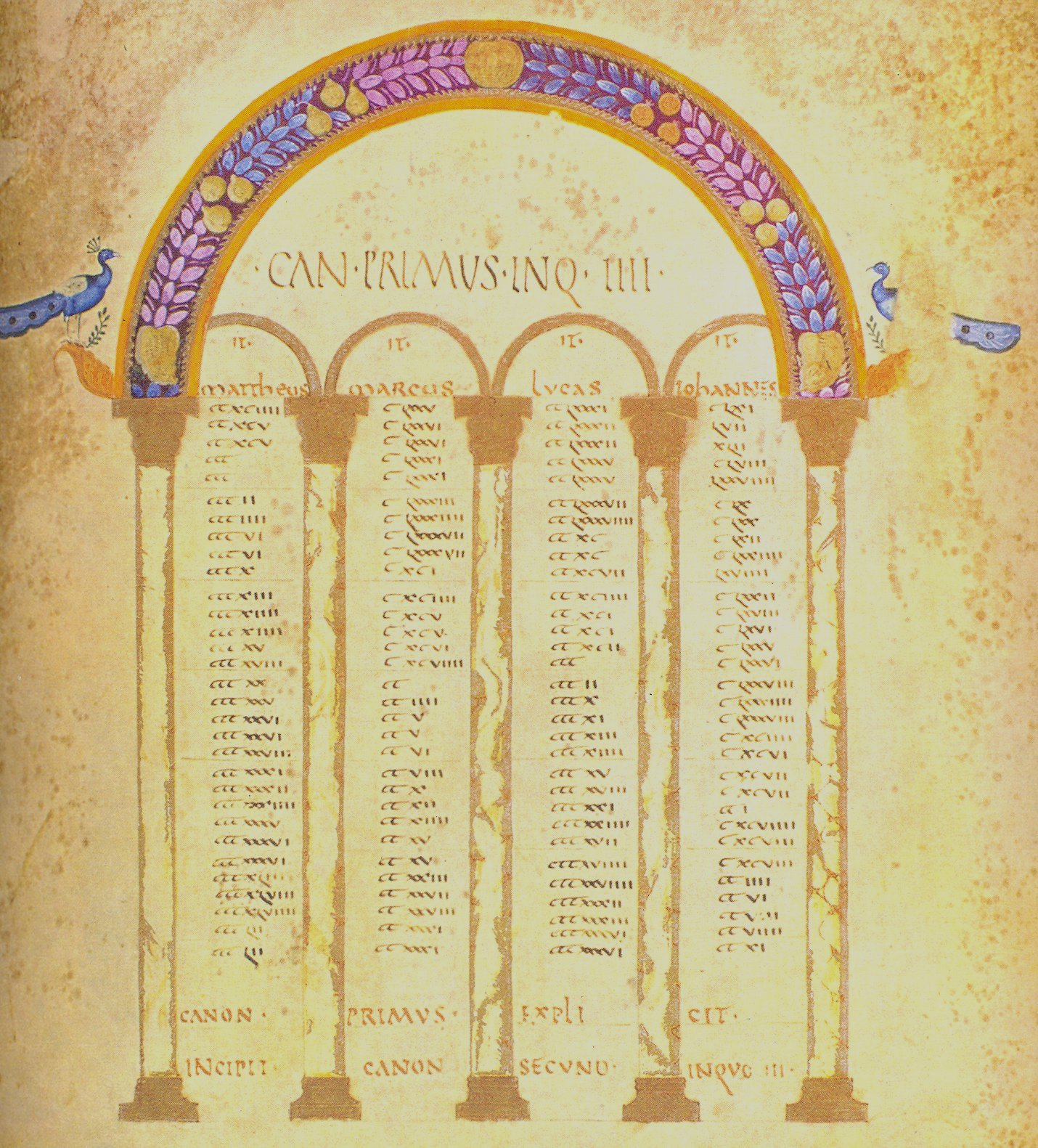
Tablice Kanonów Euzebiusza (zakończenie pierwszego kanonu). Rękopis Ewangelii z V wieku z Biblioteki Watykańskiej, (Vat. Lat. 3806. F° 2v.)

Kanony Euzebiusza – system odniesień pomiędzy paralelnymi tekstami (perykopami) czterech Ewangelii, opracowany w pierwszej połowie IV wieku przez Euzebiusza z Cezarei. Kanony Euzebiusza stosowane były w licznych rękopisach Ewangelii późnej starożytności i w średniowieczu. Stosowane też były i nadal są w niektórych drukowanych wydaniach greckiego Nowego Testamentu. W iluminowanych ewangeliarzach tablice wraz z listem Euzebiusza umieszczane były zazwyczaj na początku rękopisu otrzymując zwykle bogatą dekorację artystyczną kanonu w kształcie arkad, obejmujących kolumny numerów paralelnych tekstów (perykop) Ewangelii.

## Struktura kanonów
Ewangelia Mateusza, Ewangelia Marka, Ewangelia Łukasza i Ewangelia Jana podzielone zostały przez Euzebiusza na 355, 233, 342 i 232 odpowiadających sobie perykop, zwane Sekcjami Ammoniusza (liczba perykop może różnić się nieznacznie w poszczególnych rękopisach). Ich rozmiar uzależniony był od liczby paralel w pozostałych Ewangeliach. Perykopy ponumerowane zostały kolejno od początku do końca każdej Ewangelii. Numery umieszczono obok ewangelicznego tekstu, na początku poszczególnych perykop. Numery perykop, posiadających paralele w innych Ewangeliach, uszeregowane zostały w 10 tablicach (kanonach): 
- Kanon I: numery perykop, posiadających paralele w pozostałych trzech Ewangeliach
- Kanon II: paralelne perykopy Мt, Мk i Łk
- Kanon III: Mt, Łk, J
- Kanon IV: Мt, Мk, J
- Kanon V: Mt, Łk
- Kanon VI: Мt, Мk
- Kanon VII: Мt, J
- Kanon VIII: Łk, Мk
- Kanon IX: Łk, J
- Kanon X: perykopy wszystkich Ewangelii, które nie posiadają paralel u pozostałych ewangelistów (kanon ten stanowiony jest nie przez jedną, lecz przez cztery tablice)[2].

Rzeczywista liczba tablic kanonów Euzebiusza wynosi nie 10 lecz 13 (cztery ostatnie zostały połączone i umieszczone w ostatnim 10 kanonie). Euzebiusz nie wykorzystał wszystkich możliwości, ponieważ suma z 4 po 4, 3, 2 i 1 wynosi 15 tablic. Opuszczono dwa możliwe zestawy: Marek–Łukasz–Jan oraz Marek–Jan. Prawdopodobnie wynikało to stąd, że takich paralel nie ma wielu, a wydzielenie ich wymagałoby dodatkowego dzielenia perykop na mniejsze podjednostki. Wówczas łączna liczba perykop byłaby jeszcze większa. Uważne przejrzenie Synopsy czterech Ewangelii nasuwa wniosek, że niełatwo jest znaleźć paralelne miejsca Marka i Jana, które nie miałyby paralel u Mateusza. Zachodzi jednak i taka możliwość, że dla Euzebiusza było ważnym, aby liczba kanonów przedstawiała symboliczną liczbę 10, związaną z równie symboliczną liczbą Ewangelii – 4. Od czasów Pitagorasa przypisywano im powiązania matematyczne. Sam Euzebiusz w Mowie na cześć Konstantyna argumentował: Od liczby 4 pochodzi liczba 10, ponieważ suma 1, 2, 3, i 4 równa jest 10.
Każdy z kanonów Euzebiusza przedstawia rząd paralelnych kolumn z cyframi. Liczba kolumn każdej z tablic za każdym razem odpowiada liczbie paralel ewangelicznych. Oto w jaki sposób zaczynają się kanony I i II: 
| Мt | Мk | Łk | J  |
| -- | -- | -- | -- |
| 8  | 2  | 7  | 10 |
| 11 | 4  | 10 | 6  |
| 11 | 4  | 10 | 12 |
| 11 | 4  | 10 | 14 |
| 11 | 4  | 10 | 28 |
| 14 | 5  | 13 | 15 |
| …  | …  | …  | …  |

| Мt | Мk  | Łk  |
| -- | --- | --- |
| 15 | 6   | 15  |
| 21 | 10  | 32  |
| 31 | 102 | 185 |
| 32 | 39  | 79  |
| 32 | 39  | 133 |
| 50 | 41  | 56  |
| …  | …   | …   |

Numery perykop w pierwszej kolumnie podawane są w porządku wzrastającym. Pozostałe kolumny zawierają numery, zsynchronizowane z numerami z pierwszej kolumny. Dla jednej perykopy może odpowiadać kilka paralelnych miejsc w drugiej Ewangelii, dlatego ten sam numer może pojawić się kilkakrotnie w tejże kolumnie. W rękopisach pod każdym z numerów perykop, na marginesie tekstu Ewangelii, wskazany jest z reguły czerwonym atramentem numer kanonu, odsyłający do paralelnych perykop. Dla przykładu, obecność w greckim bądź łacińskim rękopisie na marginesie Ewangelii Marka następującego zapisu (w pierwszym słupku – oznakowanie przyjęte we współczesnych wydaniach): 
| 39 II | ΛΘ Β | XXXVIIII II |

oznacza odsyłacz do kanonu II, który wskazuje, że dany fragment Ewangelii Marka posiada paralele w Mateuszu i Łukaszu. II tablica Euzebiusza (tablice z reguły umieszczone były na początku rękopisu), zawierająca perykopę 39, informuje, że danemu fragmentowi tekstu odpowiada perykopa 32 Ewangelii Mateusza i perykopy 79 i 133 w Ewangelii Łukasza, które można odnaleźć, sięgając po odpowiednie teksty wskazanych Ewangelii:
| Mt 32 (5, 14–16): Wy jesteście światłem świata. Nie może się ukryć miasto położone na górze. Nie zapala się też światła i nie stawia pod korcem, ale na świeczniku, aby świeciło wszystkim, którzy są w domu. Tak niech świeci wasze światło przed ludźmi, aby widzieli wasze dobre uczynki i chwalili Ojca waszego, który jest w niebie. | Mk 39 (4, 21): Mówił im dalej: «Czy po to wnosi się światło, by je postawić pod korcem lub pod łóżkiem? Czy nie po to, aby je postawić na świeczniku? | Łk 79 (8, 16): Nikt nie zapala lampy i nie przykrywa jej garncem ani nie stawia pod łóżkiem; lecz stawia na świeczniku, aby widzieli światło ci, którzy wchodzą. Łk 133 (11, 33): Nikt nie zapala światła i nie stawia go w ukryciu ani pod korcem, lecz na świeczniku, aby jego blask widzieli ci, którzy wchodzą. |

Jeżeli pod numerem perykopy znajduje się cyfra X, oznacza to, że dany fragment nie posiada paralel w pozostałych Ewangeliach. W tej sytuacji sięganie do tablic nie jest konieczne.

## Ograniczenia kanonów Euzebiusza
W przeciwieństwie do nowoczesnych synops i metod analizy tekstu, pozwalających na odróżnienie materiału własnego Ewangelii od zapożyczonego z dokładnością do pojedynczych słów, kanony Euzebiusza umożliwiają jedynie odnajdywanie ewangelicznych paralel. W liczbie paralel, uwzględnionych w kanonach mogą się znaleźć: 
- perykopy zawierające opis tego samego wydarzenia
  - Na przykład: Chrzest Jezusa (kanon I: Mt 14, Mk 5, Łk 13, J 15)
- perykopy, zawierające opisy podobnych wydarzeń, zachodzących w różnym czasie i różnych miejscach
  - Na przykład: Cudowny połów ryb (mówi o tym Łk 5,4 nn i J 21,1 nn)
- perykopy, zawierające podobne przypowieści[b]
  - Na przykład: Przypowieść o świecy pod korcem (Mt 5,14-16; Mk 4,21; Łk 8,16; Łk 11,33)
- perykopy, zajmujące to samo miejsce w strukturze tekstu poszczególnych Ewangelii
  - Na przykład: W liczbie paralel do Prologu Ewangelii Jana (J 1,1–5) umieszczone zostały genealogie Jezusa, zawarte w Ewangelii Mateusza i Łukasza (perykopy Mt 1,1 nn, Łk 3,23, J 1,1)[5].

Kanony Euzebiusza różnią się pod względem rozmiarów. Największą liczbę paralel zawiera kanon II, wyliczający wspólny materiał Ewangelii synoptycznych. Duża liczba paralel znajduje się także w kanonie I (materiał wspólny dla czterech Ewangelii) i kanonie V (Mt–Łk). Spośród czterech tablic, włączonych do kanonu X, największą jest ostatnia, wyliczająca własny materiał Ewangelii Jana.

## Historia kanonów

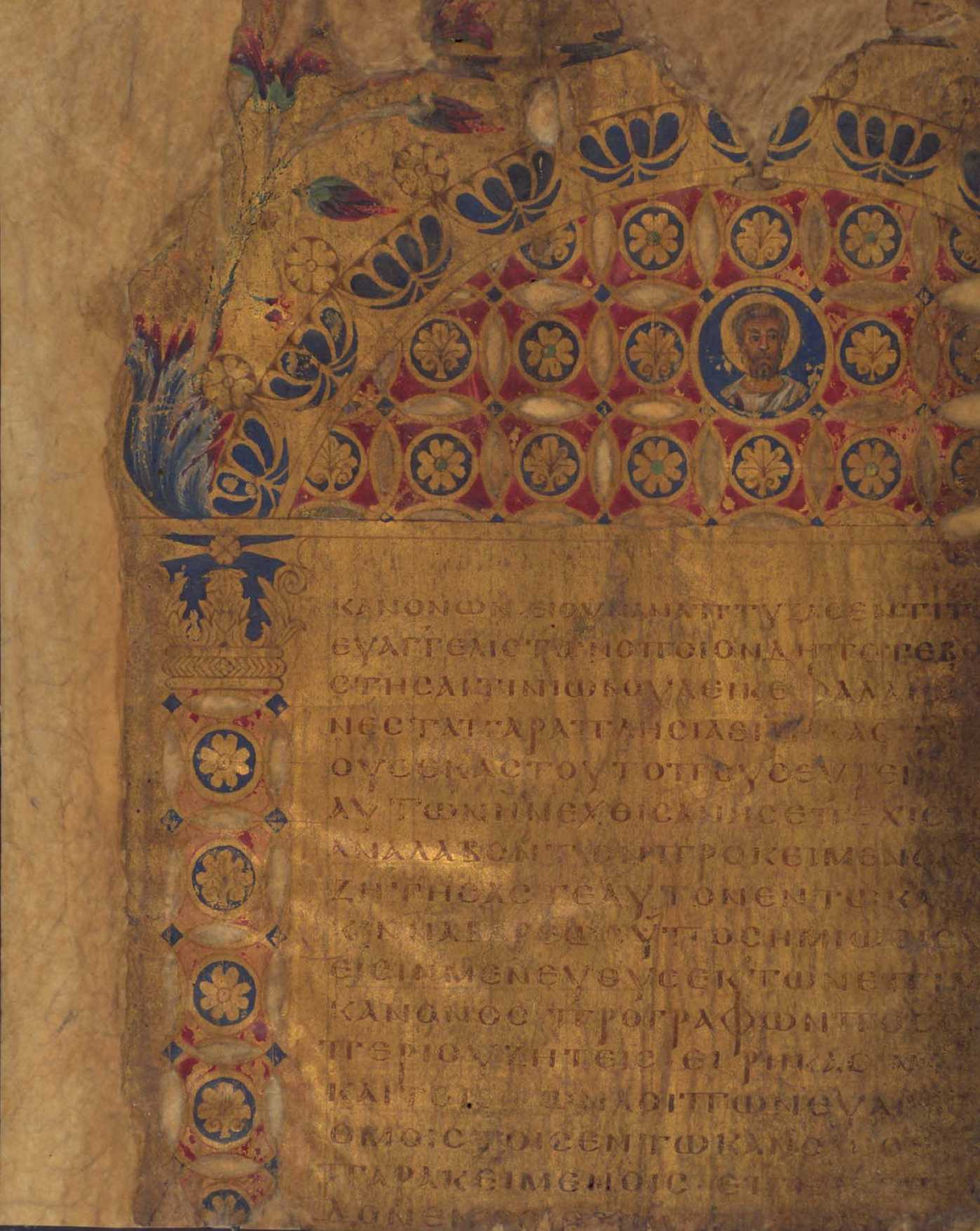
Fragment listu Euzebiusza do Karpiana z bizantyjskiego rękopisu VI–VII wiek. Londyńskie tablice kanonów, British Library (Add. MS 5111)

### Wydanie i rękopiśmienna tradycja
Euzebiusz z Cezarei opracował swój system odniesień na długo przed powstaniem stosowanego współcześnie podziału ksiąg Pisma Świętego na rozdziały i wiersze. Powód, dla którego stworzył kanony, został przezeń wyjaśniony w liście do Karpiana. List ten zamieszczany był na pierwszych kartach w licznych rękopisach Ewangelii w charakterze instrukcji co do sposobu korzystania z kanonów. Euzebiusz napisał, że za punkt wyjścia do swoich kanonów wziął Harmonię czterech Ewangelii, zestawioną przez Ammoniusza z Aleksandrii, który ułożył paralelnie fragmenty Ewangelii Mateusza z odpowiadającymi im fragmentami pozostałych Ewangelii. Porządek ewangelicznego tekstu zachowany został tylko dla Mateusza. Teksty pozostałych Ewangelistów zostały uporządkowane według chronologii tekstu Mateusza. Nie zostały przedstawione w pełni, jedynie w tej mierze, w jakiej odnalazły paralele u Mateusza. Euzebiusz postanowił opracować system odniesień do paralelnych miejsc w taki sposób, aby nie naruszyć całości tekstu pozostałych Ewangelii, a jednocześnie dopomóc czytelnikowi w odnalezieniu tekstów paralelnych pozostałych Ewangelistów. Przy opracowaniu swoich kanonów Euzebiusz wykorzystał perykopy Ammoniusza, nieco je modyfikując. Przyjęty przez Euzebiusza podział perykop otrzymał nazwę Sekcje Ammoniusza.
System kanonów Euzebiusza szybko sobie zdobył powszechne uznanie i zastosowanie. Wykorzystany został w czterech spośród pięciu najważniejszych kodeksach majuskułowych Nowego Testamentu w języku greckim. Występuje on przede wszystkim w Kodeksie Synajskim (Tischendorf sądził, że został dodany później), Kodeksie Aleksandryjskim, Kodeksie Efrema i w Kodeksie Bezy. Nie zastosowano kanonów natomiast w Kodeksie Watykańskim. Tablice, które niegdyś należały do tych kodeksów, zostały utracone, ale odniesienia na marginesach ewangelicznego tekstu wskazują na ich pierwotną prawdopodobną obecność. Odniesienia do Kanonów Euzebiusza pisane były na lewym marginesie, pod numerem Sekcji Ammoniusza. Jedynie w bardzo nielicznych przypadkach odniesienia do Kanonów znajdowały się w tej samej linii, co numery Sekcji Ammoniusza. Do owych wyjątków należą minuskuły: 112, 192, 198, 212, 267, 583 i 584.

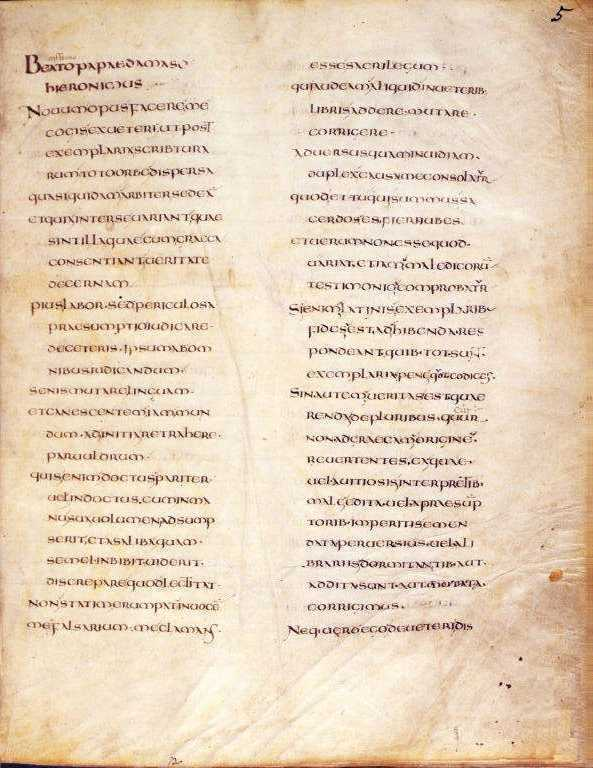
Początek listu św. Hieronima do papieża Damazego z zawierającego cztery Ewangelie Kodeksu Beneventanus, VIII wiek, British Library, Londyn (Add. MS 5463)

W końcu IV wieku Hieronim wykorzystał kanony Euzebiusza w zrewidowanym przekładzie łacińskich Ewangelii. W ten sposób weszły one do Wulgaty. W licznych łacińskich rękopisach Ewangelii przytaczany jest napisany w 383 roku list Hieronima do papieża Damazego, w którym wyjaśnia przyczyny przygotowania tekstu oraz, między innymi, charakter i cel wykorzystania kanonów Euzebiusza. Niedługo potem kanony Euzebiusza uzyskały szerokie zastosowanie w łacińskich rękopisach Ewangelii. Być może, takim rękopisem posłużył się już Augustyn przy pisaniu traktatu O zgodności Ewangelistów. Ponadto, kanony występują w rękopisach przekładu czterech Ewangelii na język syryjski, koptyjski, gocki, ormiański, gruziński i inne języki, włącznie ze staro-cerkiewno-słowiańskim.
W średniowieczu w niektórych kodeksach zastosowano zmodyfikowany system równoległych odniesień do Sekcji Ammoniusza. Przykładem jest Kodeks Bazylejski (VIII wiek, tekst reprezentuje bizantyjską tradycję tekstualną). Na marginesach tekstu zamieszczone zostały tradycyjne numery Sekcji Ammoniusza z odniesieniami do Kanonów Euzebiusza. Numery paralelnych tekstów z pozostałych Ewangelii przytaczane są na dole strony (tzw. Harmonia Czterech Ewangelii). Harmonię Czterech Ewangelii umieszczona została w minuskule 124 (Gregory-Aland).

### Drukowane wydania
Kanony Euzebiusza stosowano również po wynalezieniu druku. Erazm z Rotterdamu, który jako pierwszy wydał tekst Nowego Testamentu w języku greckim (1515 rok), zastosował je przy drugim wydaniu (1519 rok). Kanony uwzględniano przy licznych następnych wydaniach Nowego Testamentu, częściowo w przygotowanych przez Stefanusa (1550 rok), Milla (1707 rok), Lachmanna (1842 rok) i Tischendorfa (1854 rok). Znajdują się one w najszerzej współcześnie stosowanym wydaniu greckiego tekstu Nowego Testamentu, Novum Testamentum Graece Nestle–Alanda, w charakterze dodatkowego narzędzia pracy nad tekstem, stosowanego w nowotestamentowej egzegezie. Niemiecki biblista Eberhard Nestle wskazał na znaczenie kanonów Euzebiusza dla krytyki tekstu Nowego Testamentu. Sam zestawił wykazy numerów sekcji i kanonów czterech starożytnych kodeksów majuskułowych: Synajskiego, Aleksandryjskiego, Efrema i Bezy. Nie zastosowano kanonów natomiast w Kodeksie Watykańskim. Niemniej jednak tablice kanonów, umieszczone przed przygotowanym dla nich krytycznym tekście, nie opierają się bezpośrednio na rękopisach, ale na późniejszych drukowanych wydaniach. To obniża ich skrypturystyczną wartość, ponieważ rękopiśmienna baza tych tablic w dużym stopniu sprowadza się do ograniczonego wyboru późnych i nie najlepszych rękopisów, którymi posłużył się Erazm. Do tej pory nie wydano tablic kanonów Euzebiusza, które opierałyby się na najlepszych greckich rękopisach. Taką pracę wykonano jedynie nad najlepszymi rękopisami Wulgaty. Tablice, opublikowane w Biblia Sacra iuxta Vulgatam versionem (Stuttgartiana), opierają się na starych kodeksach i być może, są bliższe początkowym wariantom kanonów, utworzonych przez Euzebiusza.

## Tablice Kanonów Euzebiusza
Tablice kanonów stosunkowo wcześnie zwróciły na siebie uwagę artystów, dekorujących manuskrypty. Wypracowany został specjalny styl jaskrawego obramowania tablic, charakterystyczny dla późnoantycznej praktyki dekorowania rękopisów, po części także kalendarzy. Niektórym tablicom towarzyszyły portrety ewangelistów, wzorowane na świeckiej antycznej tradycji przedstawiania autora na początku rękopisu oraz na portretach rzymskich cesarzy w późnych antycznych kalendarzach (takich jak kalendarz 354 odnaleziony w końcu XVII wieku). W licznych rękopisach, zwłaszcza wczesnych, tablice kanonów były jedynym dekoracyjnym elementem (obok inicjałów). Takie tablice są szczególnie cenne z artystycznego punktu widzenia, ponieważ pozwalają prześledzić rozwój wczesnośredniowiecznej rękopiśmiennej ornamentyki i iluminacji. Z owych czasów zachowało się niewiele rękopisów. Wśród nich, nawet te najbardziej ozdobne, miały mniejszą liczbę takich stron, niż późniejsze ilustrowane rękopisy. 
|  |  |  |  |

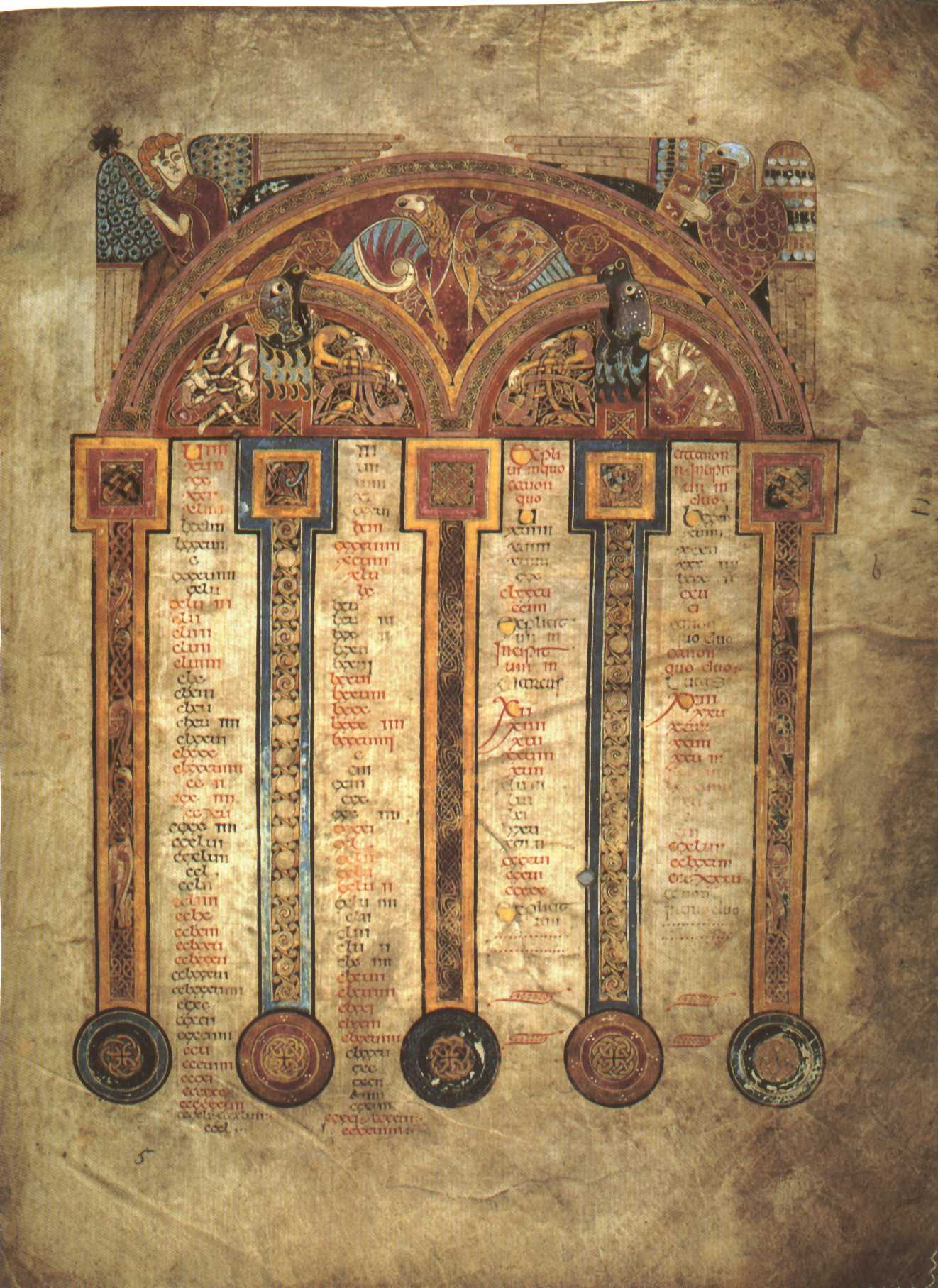
Tablice kanonów z Księgi z Kells

Dekoracjom kanonów Euzebiusza poświęcony został cały szereg opracowań, dokonanych zarówno przez paleografów, jak i historyków sztuki. Szwedzki historyk sztuki Carl Nordenfalk przeprowadził szczegółowe badania późnoantycznych i wczesnośredniowiecznych rękopisów. Zanalizował rozmieszczenie kanonów na stronach, podział na kolumny i wygląd obramowań. Celem badań była próba odtworzenia starożytnego pierwowzoru, który przypuszczalnie został przygotowany jeszcze za życia Euzebiusza w skryptorium w Cezarei Palestyńskiej, а także określenie motywów artystycznego ukształtowania obramowań kanonów i prześledzenie ich ewolucji. Nordelfalk doszedł do wniosku, że najbliższe antycznemu pierwowzorowi są pochodzące z wczesnego średniowiecza ormiańskie kodeksy (zwłaszcza Ewangelie z Eczmiadzynu – rękopis, sporządzony w 989 roku w klasztorze Bcheno Norabank i przekazany ze zgromadzenia klasztoru w Eczmiadzynie w Matenadaran, gdzie jest przechowywany pod numerem 2374). Do takiego wniosku doprowadził go po części cezarejski typ ewangelicznego tekstu owych rękopisów, świadczący o tym, że ich geneza sięga rękopisów wykonanych w Cezarei. W łacińskich tablicach kanonów zachował się podział na perykopy, zastosowany przez Euzebiusza. Jednak w nich został wypracowany odmienny styl dekorowania, charakterystyczny dla łacińskiej sztuki drugiej połowy IV wieku. W syryjskich rękopisach natomiast wypracowano inny podział na perykopy, a sposób ich zdobienia był jedynie „prowincjonalną” odmianą dekorowania tablic greckich.

## Przykłady tablic Kanonów Euzebiusza

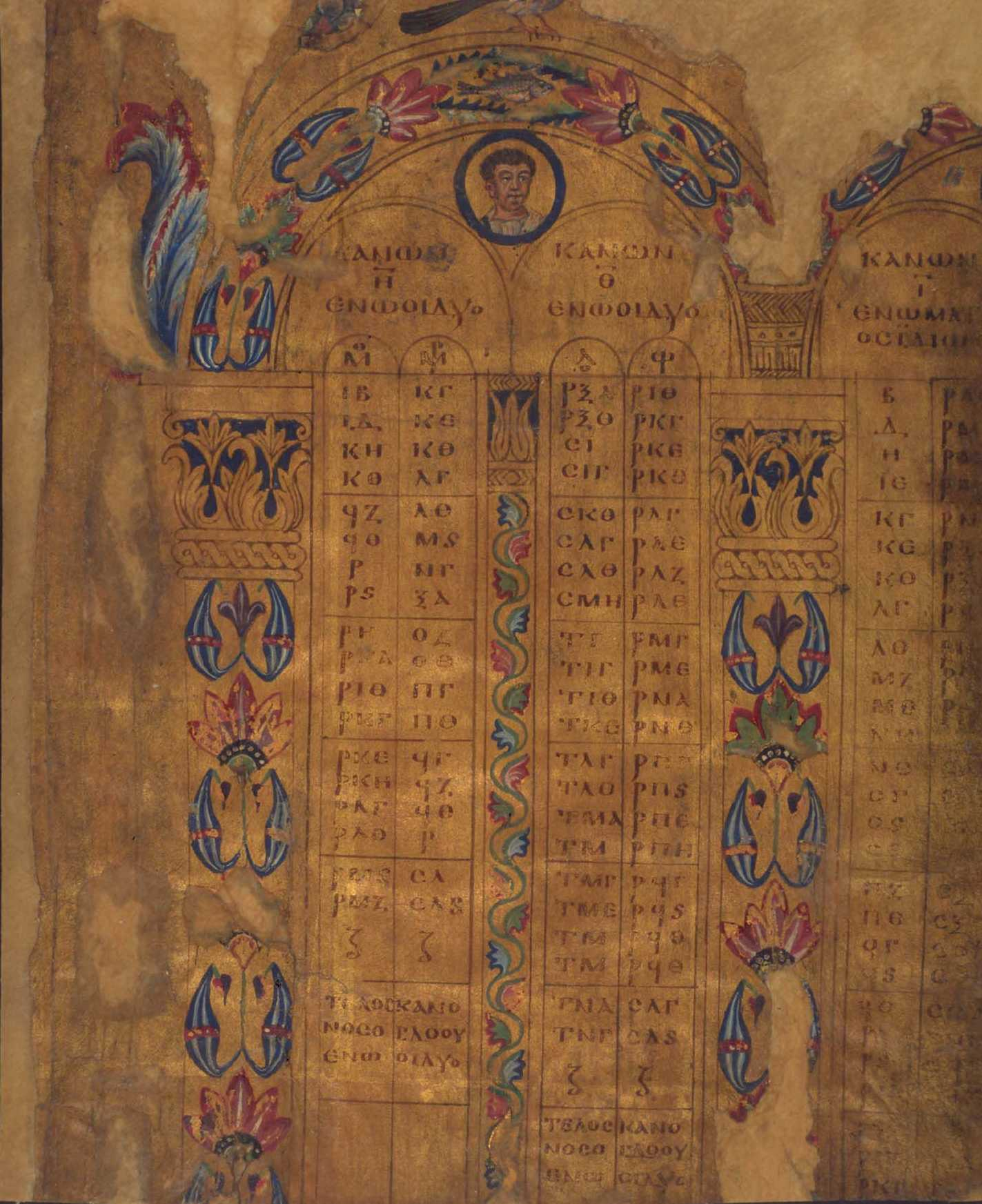
Londyńskie tablice kanonów (Bizancjum, w. VI–VII)
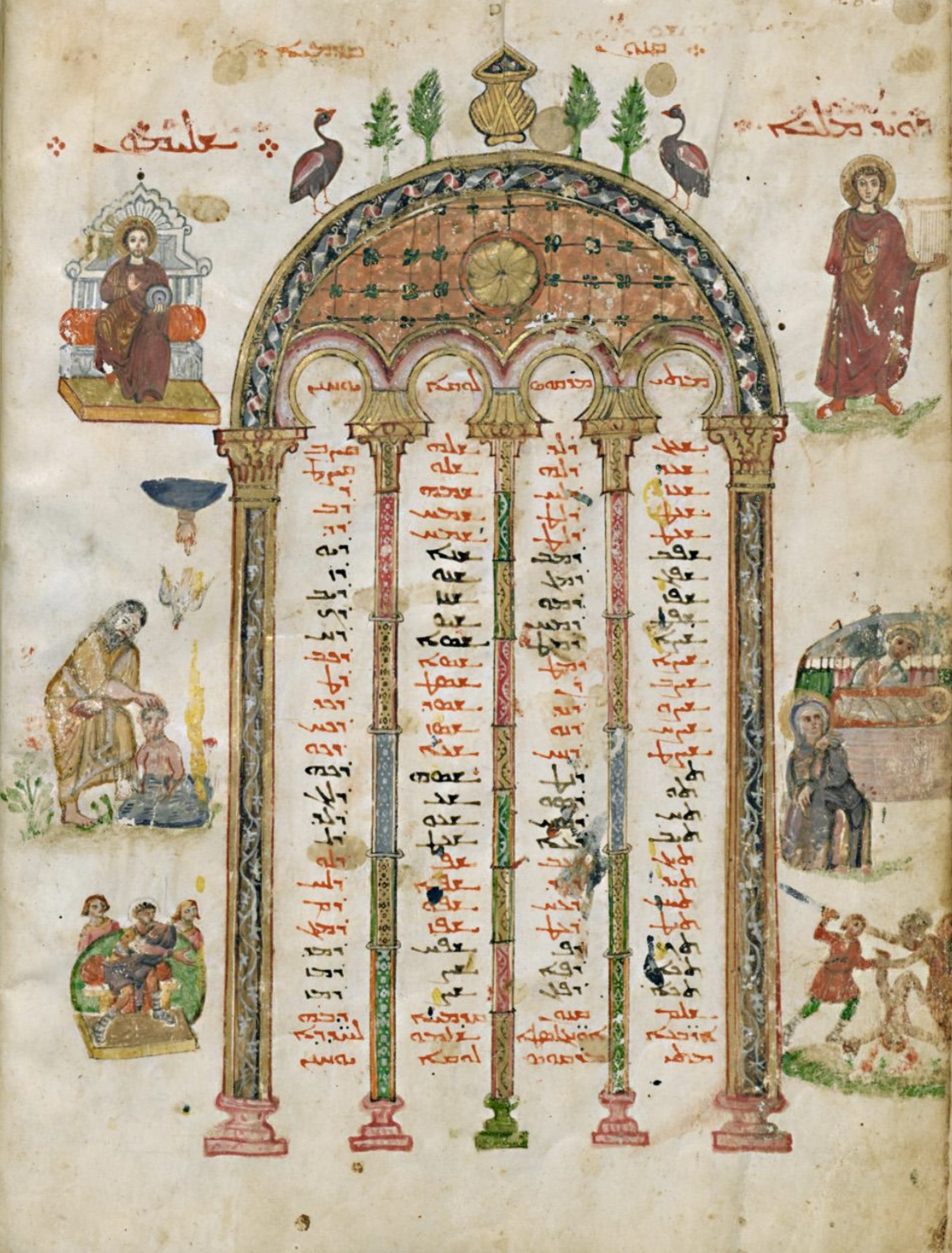
Ewangelie Rabbuli (Syria, w. VI)
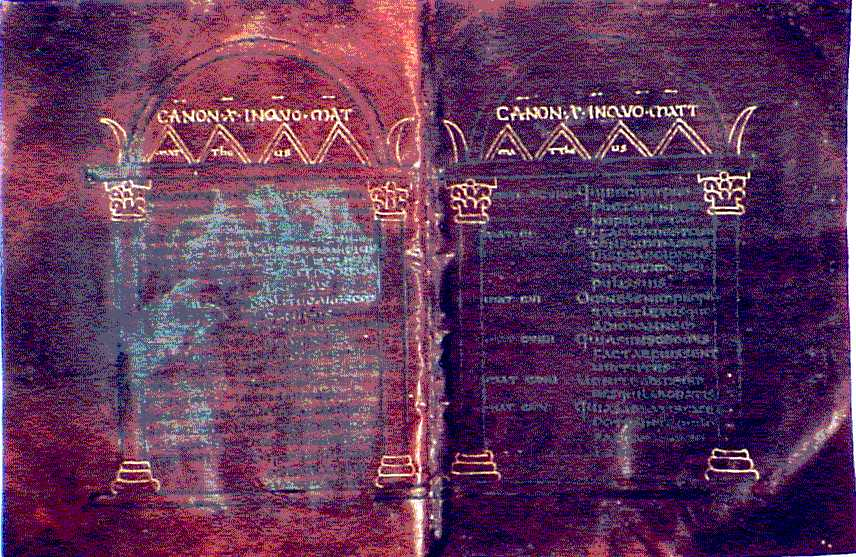
Codex Brixianus (Włochy (?), w. VI)
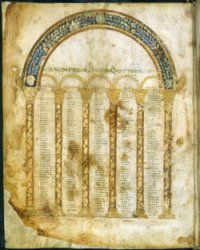
Codex Beneventanus (Włochy, w. VIII)
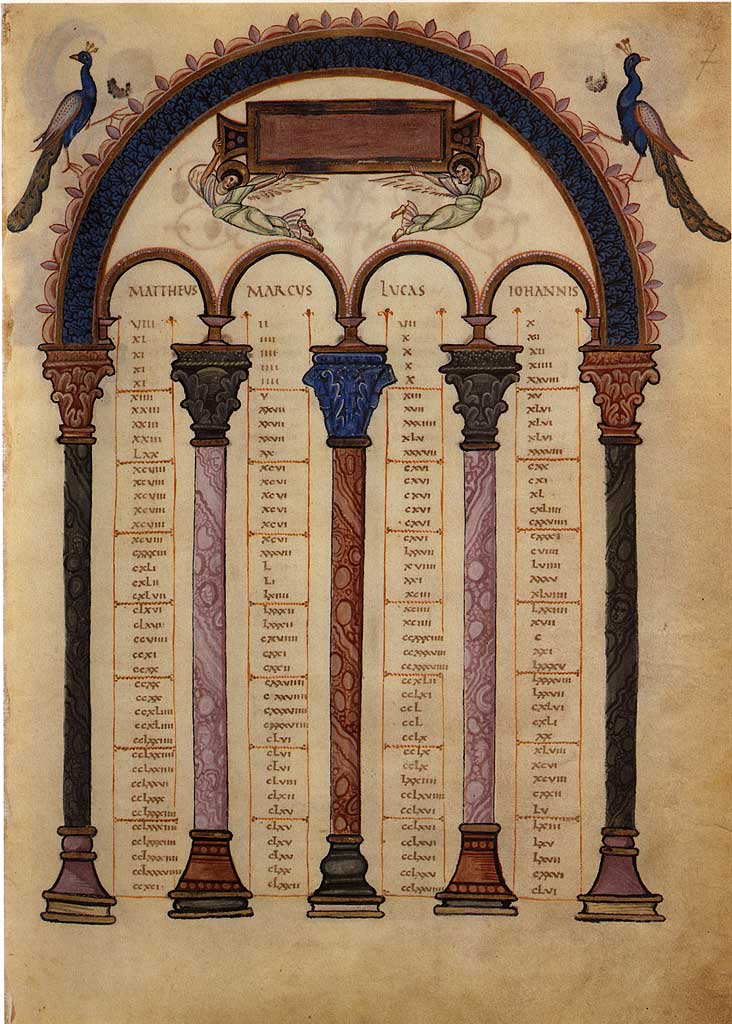
Ewangeliarz z Lorsch. Rękopis Karola, rok 778–820. Początek kanonu I.
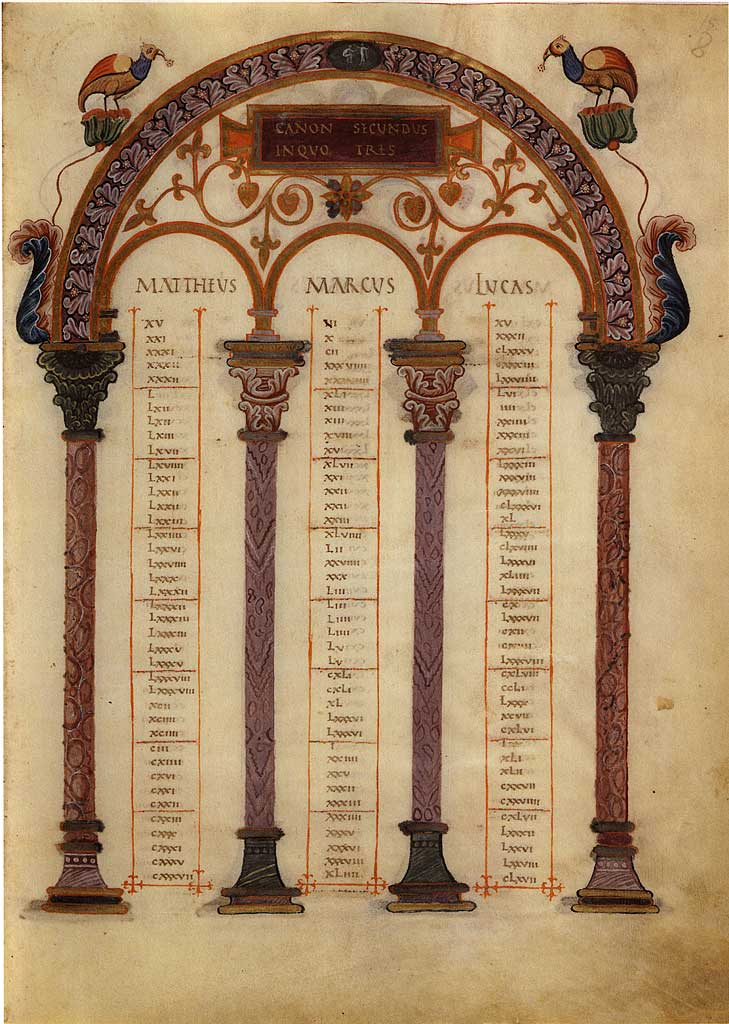
Ewangeliarz z Lorsch. Początek kanonu II.
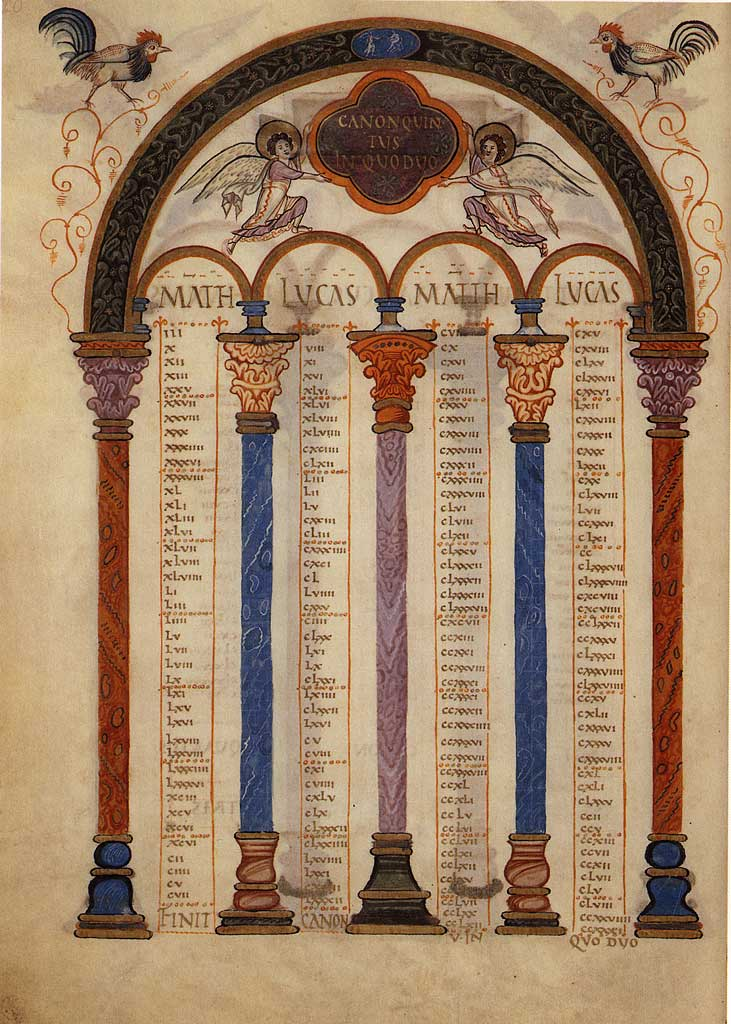
Ewangeliarz z Lorsch. Początek kanonu V.
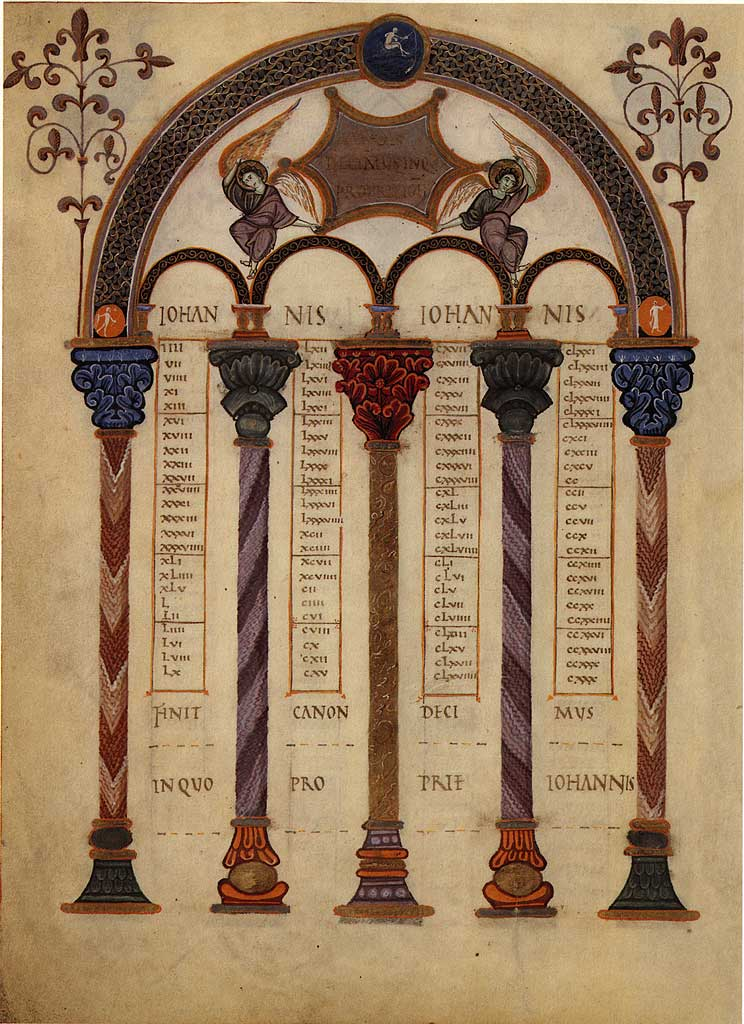
Ewangeliarz z Lorsch. Zakończenie kanonu X.
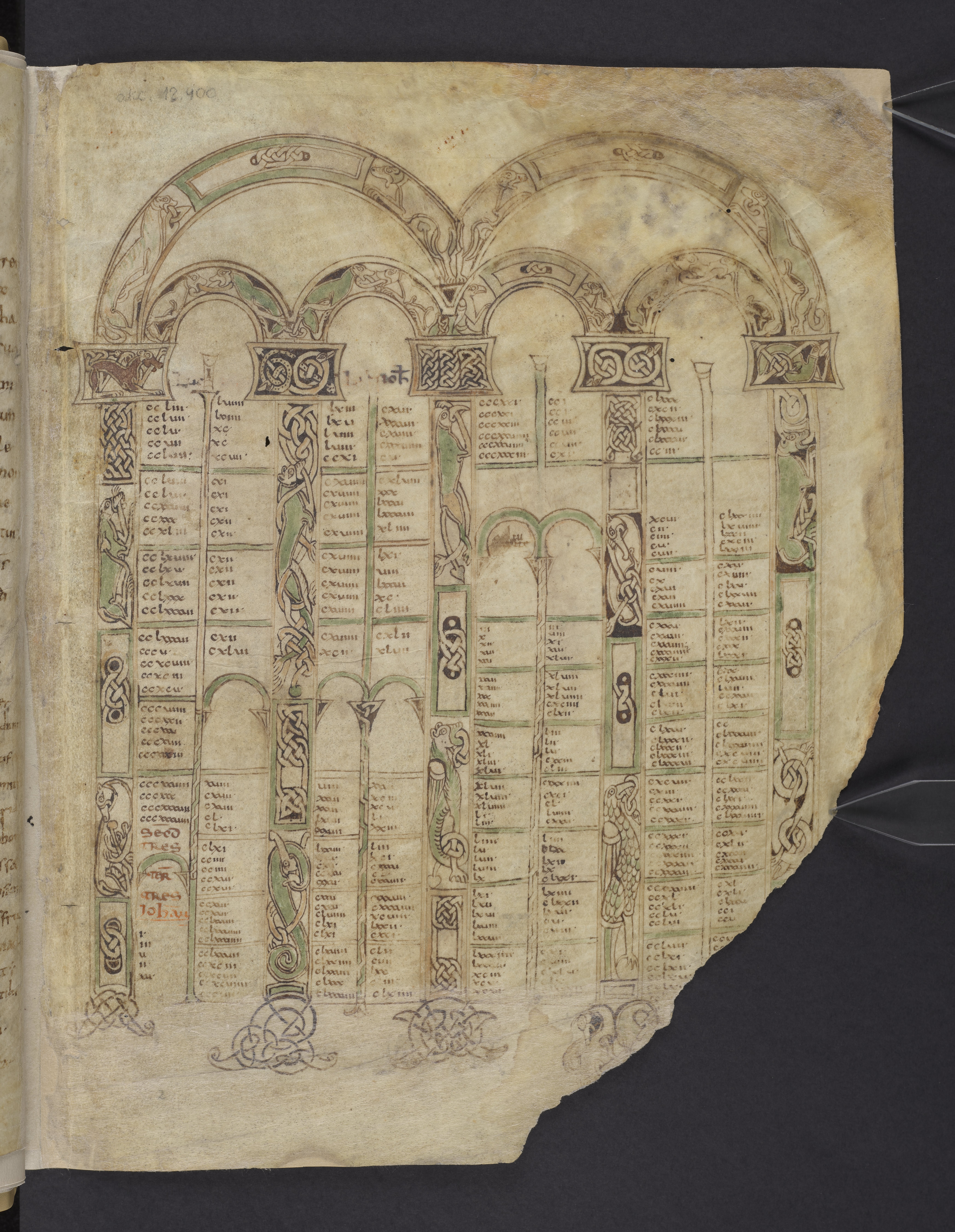
Testamentum Novum (VIII w., Biblioteka Narodowa)